# Marina Nemet
Marina Nemet (Nova Gradiška, 7. lipnja 1960. – Zagreb, 11. prosinca 2010.) bila je hrvatska kazališna, televizijska i filmska glumica.

## Životopis
Bila je u braku s glumcem Slavkom Brankovom (1984. – 2004.), s kojima je imala kćer Tenu (1994.).
Preminula je u 50. godini nakon kratke, ali teške borbe s karcinomom. Kazališnoj i televizijskoj glumici karcinom je dijagnosticiran u travnju 2010. godine, nakon što su joj se tog proljeća u tri navrata javile jake glavobolje, praćene općom slabošću, mučninama i jakim bljeskovima pred očima. Zadnji put se pojavila u javnosti u nedjelju 5. prosinca u kazalištu Gavella, na izvedbi Molièreovog Tartuffea: prihod predstave, koja se igrala neradnim danom, kolege su namijenili njezinom liječenju. Pokopana je 15. prosinca 2010. godine na zagrebačkom groblju Miroševcu.

## Filmografija

### Televizijske uloge
- "Mamutica" kao Maja (2008.)
- "Bibin svijet" kao gđa. Cicvarić (2007.)
- "Zabranjena ljubav" kao Marija Carević (2004. – 2006.)
- "Naši i vaši" kao profesorica (2002.)
- "Putovanje u Vučjak" (1986.)
- "Anno domini 1573" kao Regica (1979.)
- "Čast mi je pozvati vas" kao Marina (1977.)

### Filmske uloge
- "Snivaj, zlato moje" kao Slava Štingl (2005.)
- "Sto minuta Slave" kao Miranda (2004.)
- "Mišolovka Walta Disneyja" kao dječakova mama (2003.)
- "Ajmo žuti" kao Matilda (2001.)
- "Čudnovate zgode šegrta Hlapića" kao Majstorica (glas) (1997.)
- "Svila Skare" kao sestra (1987.)
- "Ujed anđela" kao djevojka (1984.)
- "Vlakom prema jugu" kao Marina Ban (1981.)
- "Godišnje doba Željke, Višnje i Branke" (1979.)
- "Probni rok" (1979.)
- "Tomo Bakran" kao djevojka u Bakranovim mislima (1978.)
- "Beliot sid" (1978.)
- "Posljednji podvig diverzanta Oblaka" (1978.)
- "Ljubavni život Budimira Trajkovića" kao Mirjana (1977.)
- "Giovanni" kao Tina (1976.)
- "Seljačka buna" kao Regica (1975.)
- "Little Mother" (1973.)
- "Družba Pere Kvržice" kao Marija (1970.)
- "Događaj" kao lugarova kći (1969.)

### Sinkronizacija
- "Istinite priče" (2006.)
- "Mumini" kao Toft (2006.)
- "Batman i Superman Film" kao Mercy Graves, ženska teroristica i reporterka (1997.)

## Vanjske poveznice
- Marina Nemet u internetskoj bazi filmova IMDb-u (engl.)
- Stranica na Gavella.hr